# NGC 1247
NGC 1247 is een spiraalvormig sterrenstelsel in het sterrenbeeld Eridanus. Het hemelobject werd op 10 december 1798 ontdekt door de Duits-Britse astronoom William Herschel.

## Synoniemen
- PGC 11931
- MCG -2-9-14
- UGCA 58
- FGC 396
- IRAS03098-1040